# 미쓰시마정
미쓰시마정(美津島町)은 나가사키현 시모아가타군 북부의 쓰시마 중남부에 있던 마을로,  2004년 3월 1일에, 이즈하라정·도요타마정·미네정·가미아가타정·가미쓰시마정과 신설합병해 쓰시마시의 일부가 되었다.

## 지리
리아스식 해안이 잘 발달되어 있으며, 해안선의 총 연장은 403.3km로 일본에서 가장 긴 해안선을 가진 도시로 알려져 있다.
고도는 낮지만 전체적으로 산이 많은 편이며, 육지의 87%가 산지이다. 특히 남서부의 이즈하라정(厳原町)과의 경계 부근에는 300~500m급의 가파른 산이 이어져 있다. 북쪽의 아사야만 해안은 50~200m 정도의 구릉성 산지이다.
마을의 동쪽과 서쪽 해역에는 수많은 섬들이 산재해 있다. 유인도는 쓰시마섬 외에 동쪽에 오키섬과 그보다 더 동쪽에 있는 아카섬, 아자야만 안에 시마산섬이 있으며 오키섬과 시마야마섬은 쓰시마섬과, 아카섬은 오키섬과 각각 다리로 연결돼 있다.
마을은 지치(雞知)지구와 오후네코시(大船越)지구를 제외하면 인구 50명에서 300명 정도의 소규모가 27개 지구, 많은 포구에 산재해 있으며, 이들 마을 사이의 도로 거리는 수 km 정도 떨어져 있다. 오후네고시 지구는 아사야만과 대마도 동쪽 해안을 연결하는 인구 수로인 오후네고시 세토에 접해 있다. 지치 지구는 정사무소 소재지이자 마을의 중심지이며, 인구는 약 3,000여 명. 1990년대 이후 지치 지구의 국도변에 대형 상점이 여러 개 들어서면서 대마도 상업의 새로운 중심지가 되었다.

## 역사
- 1908년 4월 1일 - 도서정촌제 시행에 의해 시모아가타군 게치정, 다케시키촌, 후나코시촌이 성립하였다.
- 1932년 4월 1일 - 다케시키촌이 게치촌에 편입되었다.
- 1940년 4월 1일 - 게치촌이 정으로 승격해 게치정이 되었다.
- 1955년 3월 1일 - 게치정과 후니코시촌이 신설합병해 미쓰시마정이 성립하였다
- 2004년 3월 1일 - 이즈하라정·도요타마정, 미네정·가미아가타정·가미쓰시마정과 합병, 시로 승격해 쓰시마시가 되어 미쓰시마정은 소멸하였다.

## 교통

### 공항
- 쓰시마 공항

### 도로
- 국도 382호선